# Zinna (Schöngleina)
Zinna ist ein Ortsteil der Gemeinde Schöngleina im Saale-Holzland-Kreis in Thüringen.

## Geografie
Zinna liegt an der Landesstraße 2316, die Anschluss an die Bundesstraße 7 hat und ist dadurch mit dem Umland gut verbunden. Diese Straße war im Mittelalter ein alter Handelsweg. Die Dörfer um Bürgel sind ein Ergebnis der Erschließungsarbeiten der Mönche vom Kloster Bürgel. Es waren auch meist klostereigene Dörfer.

## Geschichte
Zinna wurde am 7. September 1358 erstmals urkundlich erwähnt.
Das Rittergut und spätere Kammergut in Schöngleina und sogar das Volksgut beeinflussten die Entwicklung der Landwirtschaft in Zinna. Erst nach der deutschen Wiedervereinigung beider deutscher Staaten entwickelte sich im Weiler ein Recycling-Unternehmen, ferner die Heideland Gutsverwaltung, ein großer Schweineproduktionsbetrieb und ein Obstgut.

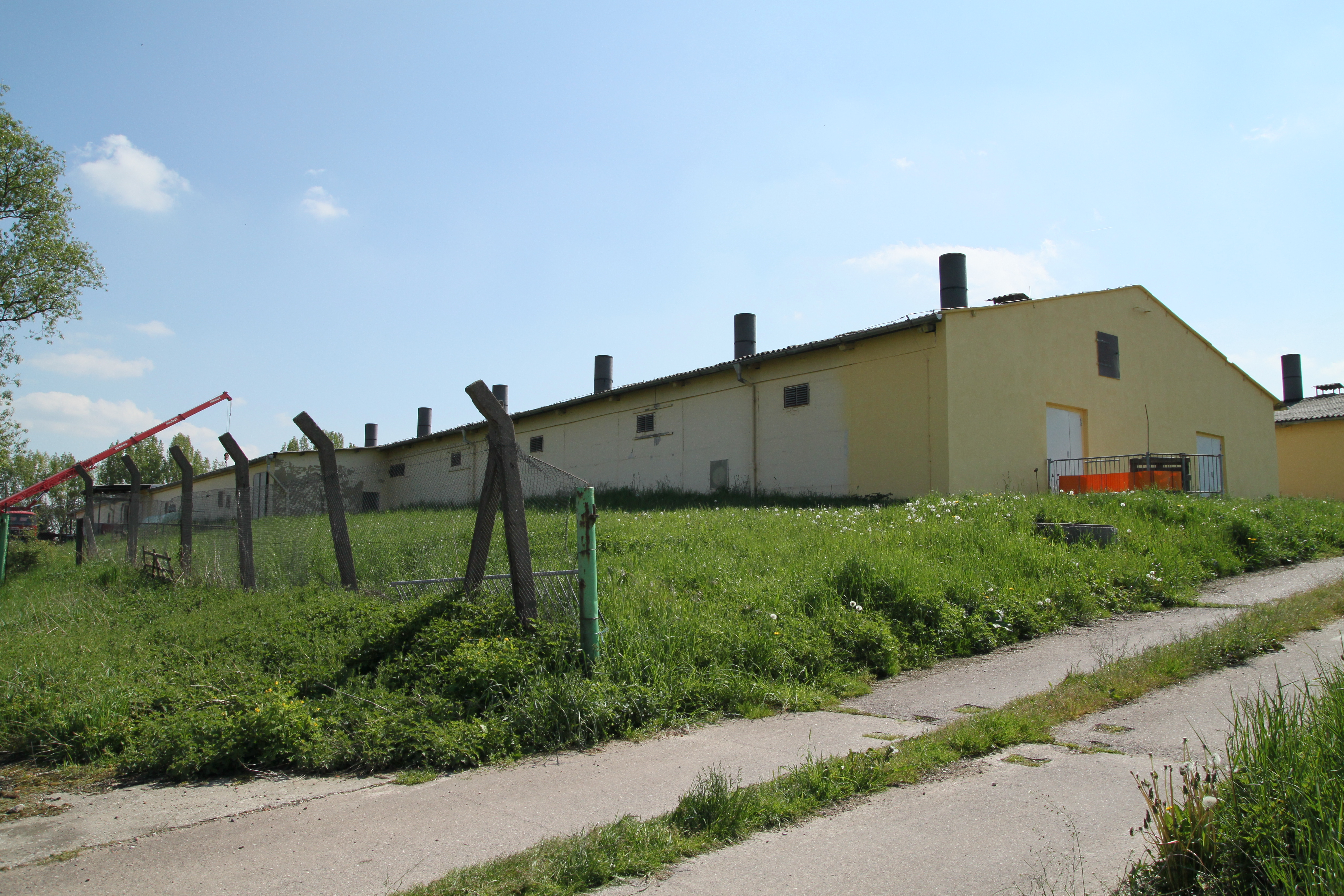
Schweineproduktion in Zinna